# Edoardo Volterra
Edoardo Volterra (ur. 7 stycznia 1904 w Rzymie, zm. 19 lipca 1984 tamże) – włoski prawnik, specjalista w zakresie prawa rzymskiego.
W 1927 rozpoczął pracę jako wykładowca na Uniwersytecie w Cagliari. W 1929 przeniósł się na Uniwersytet w Parmie, w 1932 na Uniwersytet w Bolonii, gdzie w 1933 został profesorem zwyczajnym. 14 października 1938 będąc Żydem, został zmuszony do porzucenia pracy nauczycielskiej – po wejściu w życie antysemickiej ustawy o "obronie rasy". Przeniósł się do Egiptu, gdzie wykładał prawo cywilne i prawo rzymskie w Francuskiej Szkole Prawa. Wrócił do Włoch w 1942, na Uniwersytecie Bolońskim w 1945 został wybrany rektorem. Za udział w walkach wyzwoleńczych został odznaczony Srebrnym Medalem za Męstwo Wojskowe. Volterra zajmował się przede wszystkim prawem małżeńskim i osobowym.  W 1973 został mianowany sędzią Sądu Konstytucyjnego jako sędzia pracował do 1982 roku.
Eduardo Volterra przyczynił się do rozwoju polsko-włoskiej współpracy naukowej i dydaktycznej. Otrzymał Krzyż Komandorski Orderu Odrodzenia Polski oraz w 1964 tytuł Doktora honoris causa Uniwersytetu Jagiellońskiego.
Autor jednego z najlepszych podręczników prawa rzymskiego: Instituzioni di diritto privato romano